# 上町屋
上町屋（かみまちや）は神奈川県鎌倉市深沢地域にある大字。住居表示未実施区域。

## 地理・歴史
地名の由来は、柏尾川の水運と陸の鎌倉街道が交わる要路沿いに、町屋が軒を連ねていたことによる。町は市場、商工関係者の居住地、屋は集落を意味する。
正保元年（1644年）の正保国絵図には「町屋村」と記載があり、元禄10年（1697年）4月の元禄内国改定図で「上町屋村」と記載がある。「上」が冠された理由は不詳。
寛永10年（1633年）に天領、元禄10年（1697年）に天領と旗本藤本氏が知行し、幕末に再び天領となった。石高は元禄郷帳、天保郷帳、旧高旧領取調帳で219石余とされる。
明治22年（1889年）4月の町村制施行により、当村と梶原、手広、寺分、常盤、笛田、山崎の7カ村が合併して深沢村が誕生し、上町屋はその大字となった。
昭和23年（1948年）1月，深沢村が鎌倉市と合併した際に鎌倉市の大字となる。昭和43年（1968年）に湘南モノレール江の島線の湘南町屋駅が開業した。

### 地価
住宅地の地価は、2023年（令和5年）1月1日の公示地価によれば、上町屋字山ノ根603番3の地点で13万9000円/m2となっている。

## 世帯数と人口
2023年（令和5年）9月1日現在（鎌倉市発表）の世帯数と人口は以下の通りである。
| 大字   | 世帯数  | 人口    |
| ------ | ------- | ------- |
| 上町屋 | 844世帯 | 1,945人 |

### 人口の変遷
国勢調査による人口の推移。
| 年                 | 人口  |
| ------------------ | ----- |
| 1995年（平成7年）  | 1,927 |
| 2000年（平成12年） | 1,950 |
| 2005年（平成17年） | 1,883 |
| 2010年（平成22年） | 1,796 |
| 2015年（平成27年） | 1,860 |
| 2020年（令和2年）  | 1,928 |

### 世帯数の変遷
国勢調査による世帯数の推移。
| 年                 | 世帯数 |
| ------------------ | ------ |
| 1995年（平成7年）  | 617    |
| 2000年（平成12年） | 668    |
| 2005年（平成17年） | 660    |
| 2010年（平成22年） | 676    |
| 2015年（平成27年） | 754    |
| 2020年（令和2年）  | 825    |

## 学区
市立小・中学校に通う場合、学区は以下の通りとなる（2017年7月時点）。
| 番地 | 小学校               | 中学校             |
| ---- | -------------------- | ------------------ |
| 全域 | 鎌倉市立富士塚小学校 | 鎌倉市立深沢中学校 |

## 事業所
2021年（令和3年）現在の経済センサス調査による事業所数と従業員数は以下の通りである。
| 大字   | 事業所数 | 従業員数 |
| ------ | -------- | -------- |
| 上町屋 | 62事業所 | 8,283人  |

### 事業者数の変遷
経済センサスによる事業所数の推移。
| 年                 | 事業者数 |
| ------------------ | -------- |
| 2016年（平成28年） | 59       |
| 2021年（令和3年）  | 62       |

### 従業員数の変遷
経済センサスによる従業員数の推移。
| 年                 | 従業員数 |
| ------------------ | -------- |
| 2016年（平成28年） | 8,617    |
| 2021年（令和3年）  | 8,283    |

## 交通

### 鉄道
- 湘南モノレール江の島線
  - 湘南町屋駅

## 施設

### 寺社・旧跡
- 泉光院

### その他
- 鎌倉市立富士塚小学校
- 三菱電機 鎌倉製作所

## その他

### 日本郵便
- 郵便番号 : 247-0065[3]（集配局 : 大船郵便局[17]）。

## 関連文献
- 「深澤庄 上町谷」『大日本地誌大系』 第40巻新編相模国風土記稿5巻之105村里部鎌倉郡巻之37、雄山閣、1932年8月。NDLJP:1179240/90。